# Kymmenedalens landskapsvapen

Kymmenedalens landskapsvapen.

Kymmenedalens landskapsvapen är det heraldiska vapnet för det finländska landskapet Kymmenedalen. Landskapsvapnet har skapats av finländske heraldikern Gustaf von Numers, och den fastställdes 1951. 

## Blasonering
Skölden delad av blått, vari en uppstigande, hoppande lax av silver med beväring av guld, och av silver, vari ett genomgående blått nät. 